# 蒯諫
蒯諫（1570年—1612年），號献五，陕西都司寧夏衛（在今银川市）官籍直隶鳳陽府人，明朝政治人物。

## 生平
萬曆十九年（1591年）辛卯陕西鄉試第二十七名舉人，二十六年（1598年）戊戌科進士，都察院觀政，次年授山西山西曲沃县知县，三十四年升兵部主事，三十六年丁憂，三十九年補禮部精膳司主事，四十年卒。